# 윌리엄 대니얼스
윌리엄 대니얼스(William Daniels, 1927년 3월 31일 ~ )는 미국의 배우이다.

## 출연 작품

### 영화
- 졸업 (1967년)

### 드라마
- 전격 Z 작전 - 키트 역(목소리)

## 수상
- Primetime Emmy Award for Outstanding Lead Actor in a Drama Series (1985년, 1986년)

## 출신 학교
- 노스웨스턴 대학교